# Naissance en 1418
Naissance
- 1414
- 1415
- 1416
- 1417
- 1418
- 1419
- 1420
- 1421
- 1422

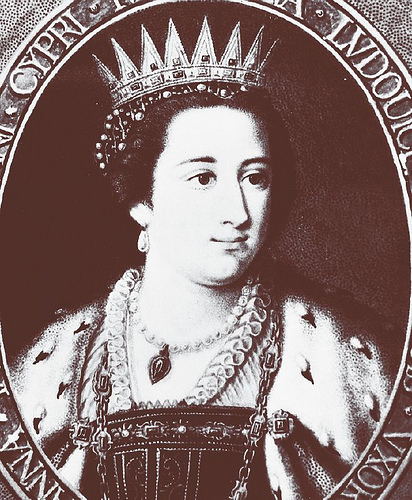
Anne de Lusignan, née en 1418.

Cette page dresse une liste de personnalités nées au cours de l'année 1418  :
- 9 janvier : Jean Raymond Folch III de Cardona, comte de Prades et baron d'Entença.
- 4 mars : Benedetto Dei, poète et historien italien.
- 12 mars : Philippe II de Nassau-Weilburg, comte de Nassau-Weilburg.
- 18 avril : Minhlange, sixième souverain du royaume d'Ava, en Haute-Birmanie.
- mai : Roberto Sanseverino, ou Roberto Sanseverino d'Aragona ou encore Roberto di San Severino, condottiere italien, comte de Colorno.
- 16 mai : Jean II de Chypre, roi de Chypre.
- 7 juillet : Pierre II de Bretagne,  duc de Bretagne.
- 24 septembre : Anne de Lusignan, ou Anne de Chypre, duchesse de Savoie.
- 12 décembre : Albert VI d'Autriche, appelé le Noble ou le Dépensier, membre de la maison des Habsbourg, duc d'Autriche intérieure puis archiduc d'Autriche.

- Andrea Bregno, sculpteur et un architecte lombard de la Renaissance.
- Domenico Colombo,  père des navigateurs Christophe et Bartolomeo Colomb.
- Frédéric II de Brunswick-Lunebourg, dit « le Débonnaire » ou « le Pieux », duc de Brunswick-Lunebourg et prince de Lunebourg.
- Catherine de Bjurum, reine consort de Suède-Finlande et de   Norvège.
- Marie de Borovsk, grande princesse de Moscovie.
- Olivier de Coëtivy, homme d'armes breton. Conseiller et chambellan de Charles VII de France, comte de Taillebourg, seigneur de Royan et de Saujon, capitaine de Saintes et de Talmont, il exerce la charge de sénéchal de Guyenne.
- Philippe de Crèvecœur d'Esquerdes, homme de guerre français et maréchal de France.
- Louis de Luxembourg-Saint-Pol, connu dans l'histoire sous le nom de connétable de Saint-Pol, un des membres les plus influents de la haute noblesse française, à la fois vassal du roi de France et du duc de Bourgogne.
- Jean V de Mecklembourg, duc corégent Mecklembourg.
- Neri di Bicci, peintre florentin de la Renaissance.
- Agostino di Duccio, sculpteur italien.
- Niccolò di Giovanni Fiorentino, sculpteur et architecte italien de la Renaissance actif aussi en Dalmatie.
- Zanobi Machiavelli, peintre et enlumineur italien du Quattrocento, spécialisé dans les sujets religieux.

date incertaine (vers 1418)
- Henry Abyngdon, chanteur et organiste anglais.

## Crédit d'auteurs
- Cet article est partiellement ou en totalité issu de l'article intitulé « 1418 » (voir la liste des auteurs).